# Suspensión de motocicleta

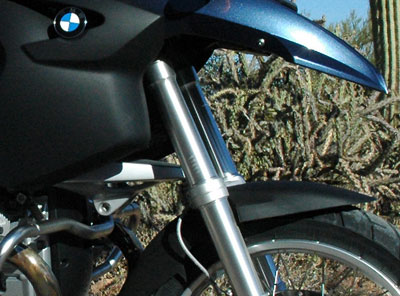
Suspensión "telelever" de la rueda delantera de una motocicleta BMW

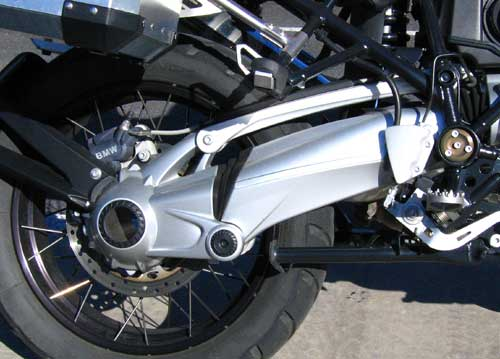
Suspensión "paralever" de la rueda trasera de una motocicleta BMW

La suspensión de motocicleta es un sistema de amortiguación respecto de las irregularidades y curvas del terreno; sirve un propósito dual: seguridad del vehículo al conducir, y comodidad para mantener a los pasajeros del vehículo aislados de las irregularidades de todo tipo de vías y vibraciones.
La motocicleta típica tiene un par de tubos de horquilla en la suspensión delantera y un brazo con uno o dos amortiguadores para la suspensión trasera.

## Suspensión delantera
La forma más común de suspensión delantera para una motocicleta moderna es la horquilla telescópica. Otros diseños de horquilla son la girder, suspendida por resortes superiores paralelos (no son comunes desde los 1940s) y diseños de enlace inferior, no comunes desde los 1960s.

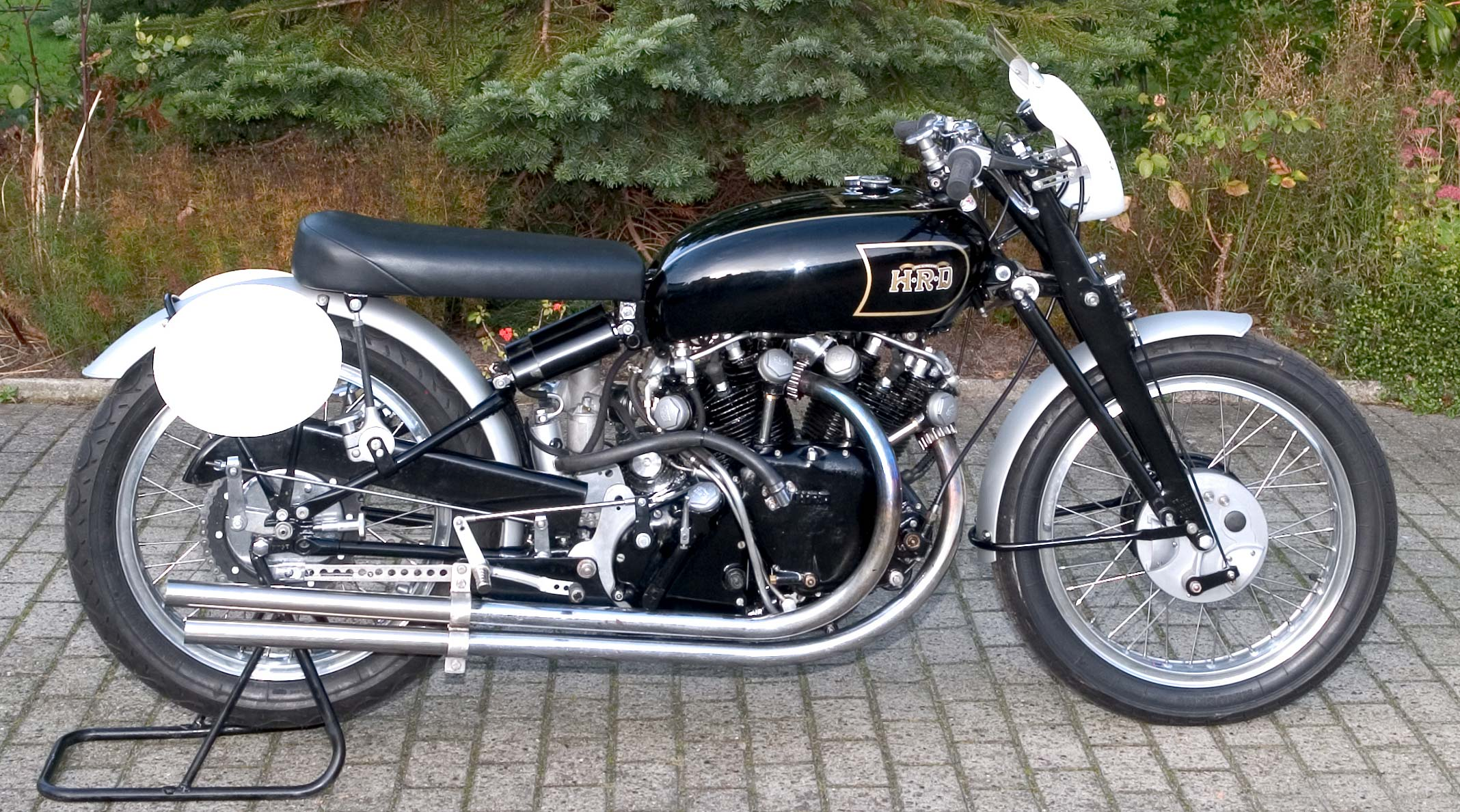
Vincent Black Lightning con suspensión delantera Girdraulic

Algunos fabricantes (p. ej. Greeves) Utilizó una versión del brazo balancín para la suspensión delantera en sus diseños de motocross. Una versión de un solo lado también se ha utilizado en scooters como el Vespa.
La dirección de buje central, como lo desarrolló Ascanio Rodorigo, es un concepto asociado a Massimo Tamburini. Se trata de una suspensión frontal combleja de brazo columpio, que separa la suspensión de la función de dirección. Ha sido desarrollado en motos como la Bimota Tesi y Vyrus.

### Horquillas telescópicas
Scott produjo una motocicleta con horquillas telescópicas en 1908, y ha continuado utilizándolas hasta 1931. En 1935 BMW ha sido el primer fabricante en producir una motocicleta con horquillas telescópicas con amortiguador hidráulico. La mayoría de las motocicletas de hoy en día, utilizan horquillas telescópicas para la suspensión frontal. Las horquillas pueden ser fácilmente entendidas como amortiguadores hidráulicos grandes con resortes internos. Permiten a la rueda delantera reaccionar a las imperfecciones de la carretera al mismo tiempo que aíslan el resto de la motocicleta de ese movimiento.

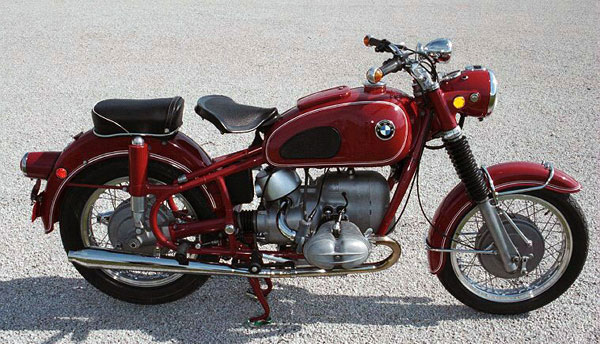
Horquillas telescópicas en una BMW de 1969

La parte superior de las horquillas está conectada al marco de la motocicleta con una doble placa triangular de triple agujero (conocida también como tija o yugo superior y tija o yugo inferior), el cual permite a la horquilla girar para que la motocicleta pueda tomar las curvas y cambios de dirección.
El fondo de las horquillas está conectado al eje de giro de la rueda frontal.
En las horquillas telescópicas típicas, la porción superior, conocida como los tubos de la horquilla, se deslizan dentro de los cuerpos de la horquilla (también llamados botellas), los cuales son la parte más baja de la horquilla. El nombre horquillas telescópicas proviene del movimiento de deslizamiento de los tubos dentro y fuera de los cuerpos, como si fuese un telescopio. Los tubos de la horquilla deben ser completamente lisos y con un acabado de espejo, de modo que no permitan la fricción ni la salida del aceite lubricante fuera de los cuerpos de la horquilla, inclusive en los tubos de horquillas está encerrados en mangas protectoras plásticas o de hule par no permitir la entrada de tierra, como en las motocicletas diseñadas para caminos de tierra y rurales (Enduro, Doble propósito, Motocross).
En los "Upside Down Forks" (USD) u "Horquillas telescópicas invertidas", los tubos de la horquilla telescópica están instalados invertidos (de abajo hacia arriba) en comparación a las horquillas telescópicas convencionales. Los cuerpos de la horquilla están arriba, fijados a los yugos o tijas triples, y los tubos abajo fijados al eje de la rueda. El USD tiene dos ventajas: (i) La disminución del peso del lado de la rueda de la motocicleta; y (ii) aumento de la rigidez torsional, factores que pueden mejorar el manejo de la motocicleta. Dos desventajas de USD son: (i) son más caros que horquillas telescópicas convencionales; y (ii) son propensos de perder todo el aceite del amortiguador en caso de daño en el sello del mismo. Las horquillas telescópicas invertidas se encuentran típicamente en motos deportivas, aunque también se encuentra en otros tipos de motos (Honda Valkyrie).

#### Ajuste de precarga
Las suspensiones de motocicleta están diseñadas para que los resortes estén siempre bajo compresión, incluso cuando están totalmente extendidas. La precarga suele ajustar la posición inicial de la suspensión con el peso de la motocicleta en orden de marcha (es decir con todos sus niveles de líquidos al máximo, incluyendo el combustible), carga y el piloto. La diferencia entre la longitud totalmente extendida de la suspensión y la longitud comprimida por el peso de la motocicleta y el piloto se llama "SAG total" o "carrera de la carga". El SAG total está puesto para optimizar la posición inicial de la suspensión y evitar el tope bajo condiciones de manejo normal. El "tope" ocurre cuándo la suspensión está comprimida al punto donde él mecánicamente no se puede comprimir más. El límite de extensión ocurre cuándo la suspensión extiende totalmente sin poder extenderse más. 
Con el aumento de la precarga, aumenta la fuerza inicial en el resorte, reduciendo el sag total. Disminuyendo la precarga se disminuye la fuerza inicial en el resorte, y así aumentando el SAG total.
Algunas motocicletas permiten ajustar la precarga al cambiar la presión de aire dentro de las horquillas. Las válvulas en la parte superior de los tubos de la horquillas permite añadir o liberar aire de la horquilla. A más presión de aire da más precarga, y viceversa.

#### Ajuste de la amortiguación
Algunas horquillas telescópicas permiten ajustes externos para la amortiguación. El tornillo de ajuste controla una válvula para el paso del aceite dentro del amortiguador. Cuándo está cerrada, todo el flujo de aceite en el amortiguador pasa por el interior del cartucho del amortiguador. Cuándo está abierta deja pasar una fracción del aceite por ella, disminuyendo la fricción o pérdida, disminuyendo la amortiguación (aumenta el rebote).

##### Aceite de horquilla
Al utilizarse amortiguadores hidráulicos, cambiando el peso o la viscosidad del aceite de la horquilla se alterará el índice de amortiguación.

##### Cartuchos de la horquilla
Las horquillas utilizan cartuchos internos con un sistema de válvulas. El sistema de válvulas tendrá un número de espaciadores con grosores variables, que cubren los orificios para controlar la amortiguación de la horquilla en velocidad alta y baja.
Algunos resortes necesitan poca fuerza para comprimirse o extenderse, permitiendo el flujo del aceite a través del sistema de válvulas. Otros resortes necesitan más fuerza, de modo que se puede tener un amortiguación dual, siendo más rígido para golpes pequeños, pero relativamente más blando para golpes grandes.
En los cartuchos también existen válvulas que solo permiten el flujo de aceite en una dirección, así que una puede controlar la amortiguación de la compresión, y otra la amortiguación de la extensión o rebote. Esto permite el control de la amortiguación por separado.
Emuladores de cartucho son piezas para adaptar a amortiguadores no ajustables de fábrica y que así se comporten como amortiguadores ajustables, aunque normalmente son más simples que los amortiguadores de fábrica que son ajustables.

##### Horquillas de cartucho de gas
Desde 2007 hay cartuchos para amortiguadores que usan gas en lugar de resorte. En competencias Supersport no se pueden adaptar ya que el reglamento no lo permite. destornillador

#### Inclinación por el freno
Al frenar en una motocicleta, aumenta la carga soportada por la rueda delantera y disminuye en la rueda trasera, debido a un fenómeno denominado "transferencia de carga". Para una explicación detallada y un cálculo de muestra, ver la sección de frenar de la Bicicleta y el artículo de dinámica de la motocicleta.

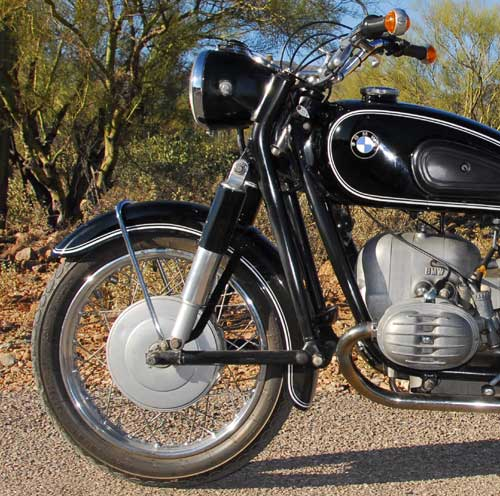
BMW 1955-1969 Horquilla Earles invertida sin freno

Si la motocicleta está equipada con horquillas telescópicas, la carga añadida en la rueda delantera está transmitida a través de la horquilla, cuyos resortes se comprimen a tope. Este acortamiento o hundimiento de la horquilla se llama zambullimiento por freno. Las horquillas telescópicas son particularmente sensibles a esto, a diferencia de diseños de enlace principal.
El efecto de zambullida en caso de frenada fuerte puede ser desconcertante para el motociclista, que puede sentir que está a punto de ser lanzado por la parte delantera de la motocicleta. Si la suspensión delantera se hunde, puede causar problemas al hacer tope, ya que uno de los propósitos de una suspensión es mantener contacto entre el neumático y el suelo. Si la suspensión delantera pierde contacto en un salto, ya no está contribuyendo a mantener el control de la moto, por lo que necesita reaccionar a diferente velocidad al hundirse que al subir.
Mientras el zambullimiento de freno excesivo es desconcertante, el estiramiento puede causar la pérdida de tracción para la dirección. Una cantidad segura de zambullimiento de freno reduce el lanzamiento y avance de la motocicleta, permitiendo una vuelta más fácil. Esto es especialmente importante para corredores de trail cuando se frena en las curvas y esquinas.
El zambullimiento de freno con horquillas telescópicas puede ser reducido aumentando la fuerza de los resortes de la horquilla, o aumentando
la compresión y/o precarga de los mismos. Aun así, todos estos cambios hacen a la motocicleta menos agradable de conducir en carreteras ásperas, ya que el frente se sentirá más duro y se producirá mucho golpeteo. 
Desde la década de los 80, varios fabricantes intentaron disminuir este problema con diversas tecnologías como:
- ACT: Desarrollado por Marzocchi y usado en las motocicletas Buell como la Buell RR 1200 (1988).
- ANDF (Anti Nose Dive Forks): Este sistema estuvo en varios modelos de Suzuki GSX y el RG250.
- AVDS (Automatic Variable Damping System): Se incluyó en varios modelos de Kawasaki.
- NEAS (Nueva Suspensión Activada Eléctricamente): Instalado en las Suzuki GSX-R 1100 y GSX-R 750 de Edición Limitada.
- PDF (Posi Damp Fork): Estuvo instalado en las Suzuki RG500 y GSX-R 750, funcionaba abriendo y cerrando válvulas dentro de los amortiguadores, que se activaban conforme se frenaba o aceleraba la moto, cambiando las condiciones de amortiguación.
- TCS (Sistema de Control del viaje): Sistema de anti-zambullimiento con amortiguación variable. TCS Estuvo introducido en el FZ 400 R (1984, solo para el mercado japonés).
- TRAC (Torque Reactivo de Control anti-zambullimiento): Estuvo instalado en varias motocicletas Honda, como las CB1100F, CB1000C y VFR750F. Funcionaba cuando las pinzas de freno activaban una válvula en la horquilla que cambiaba el flujo de aceite de los amortiguadores de la misma.

Con el advenimiento de las horquillas de cartucho, los cuales dejan más amortiguamiento a baja velocidad y menos a alta velocidad.
Otro método para reducir o eliminar el zambullimiento de freno en horquillas telescópicas es utilizar un enlace reactivo o brazo de torque (par) para conectar los componentes de freno al cuadro de la motocicleta a través del yugo o tija triple.
Algunos diseños de horquilla mitigan el hundimiento e incluso lo eliminan. La horquilla Earles se encuentra entre estas últimas; cuando se frena a fondo incluso el frente se levanta.La horquilla de BMW Telelever está diseñada para casi eliminar el hundimiento. Horquillas de brazo frontal, como las usadas en las motos Ural, también puede ser diseñadas para reducir o eliminar completamente el hundimiento.
La moto para carreras de resistencia "Nessie", construida por el Aguamiel & Tomkinson Racing Team, utilizó una versión de dirección de buje central adaptado con el sistema de Difazio, mediante el cual las fuerzas de frenanda estuvieron dirigidas al cuadro vía una horquilla de pivote (más que a través de la columna de dirección). Esto dejó un control de dirección neutral unido a una ausencia de zambullimiento de freno.

#### Horquilla Saxon-Motodd (Telelever)

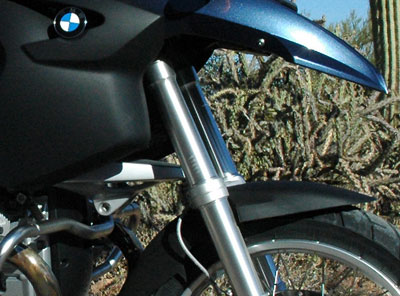
BMW Telelever

La Saxon-Motodd (comercializada como Telelever por BMW) tiene un brazo adicional que se fija al cuadro y soporta el resorte, esto permite aumentar el lanzamiento y avance en vez de disminuirse al momento de frenar, como en las horquillas telescópicas tradicionales.

#### Horquilla Hossack/Fior (Duolever)
La horquilla Hossack/Fior (marketed como Duolever por BMW) separa completamente la suspensión de fuerzas de cambio de dirección. Fue desarrollado por Norman Hossack aun así utilizado por Claude Fior y John Britten en motocicletas de carreras. Hossack describió el sistema como teered íntegro'. En 2004 BMW anunció el K@1200s con una suspensión delantera nueva que está basado a este diseño.

### De un solo lado
Una suspensión de un solo lado fue utilizada en la Yamaha GTS1000, introducida en 1993. El GTS utilizó el frente de RADD, Inc. diseñada por James Parker. Una horquilla girder de un solo lado fue usada en la motocicleta alemana Imme R100 entre 1949 y 1951, y la motoneta Vespa tiene una horquilla adelantada de un solo lado. Más recientemente, entre 1998 y 2003, la motoneta ItalJet "Dragster" también utilizó una suspensión de un solo brazo, aun así a diferencia del GTS1000 tenía brazo de control superior; la parte superior de la suspensión en el Dragster sirvió solo para controlar la dirección.

### Dirección de buje central
La dirección de buje central se caracteriza por un brazo que se extiende desde la parte inferior del cuadro al centro de la rueda delantera en lugar de una la horquilla.
Las ventajas de utilizar el sistema de buje central en vez de la horquilla convencional,< es que el sistema de buje central separa las funciones de dirección, frenado y suspensión.
Con una horquilla las fuerzas al frenar son aplicadas a través de la suspensión, que causa la compresión de la suspensión y reduce el recorrido de misma, haciendo que el manejo en las irregularidades del camino sea muy difícil. El zambullimiento de freno cambia la geometría de la motocicleta, siendo la dirección más nerviosa. Al extenderse acelerando ocurre lo opuesto, siendo más lenta la dirección. Por el contrario este tipo de suspensión delantera hace que se comporte de forma más neutral la dirección, dirigiendo las fuerzas al cuadro en vez de a la dirección.
A este tipo de suspensión no le afecta el largo como en el de las horquillas, ya que no acentúan el efecto de palanca en la parte delantera del cuadro ni requiere piezas más robustas en las horquillas y la zona delantera del cuadro, reduciendo el peso en la zona delantera.

## Suspensión trasera

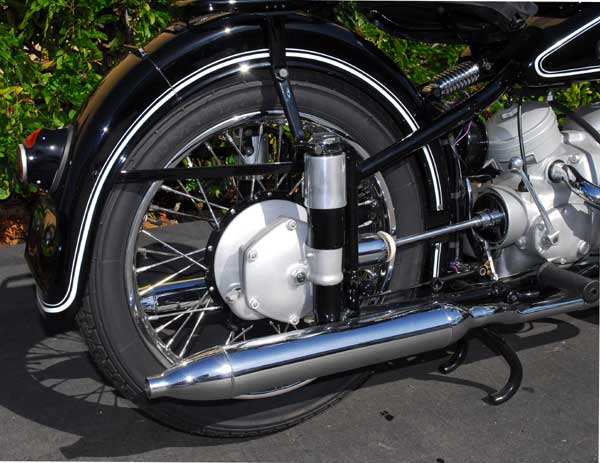
Suspensión trasera con amortiguador en un BMW R51/3

### Primeras suspensiones traseras

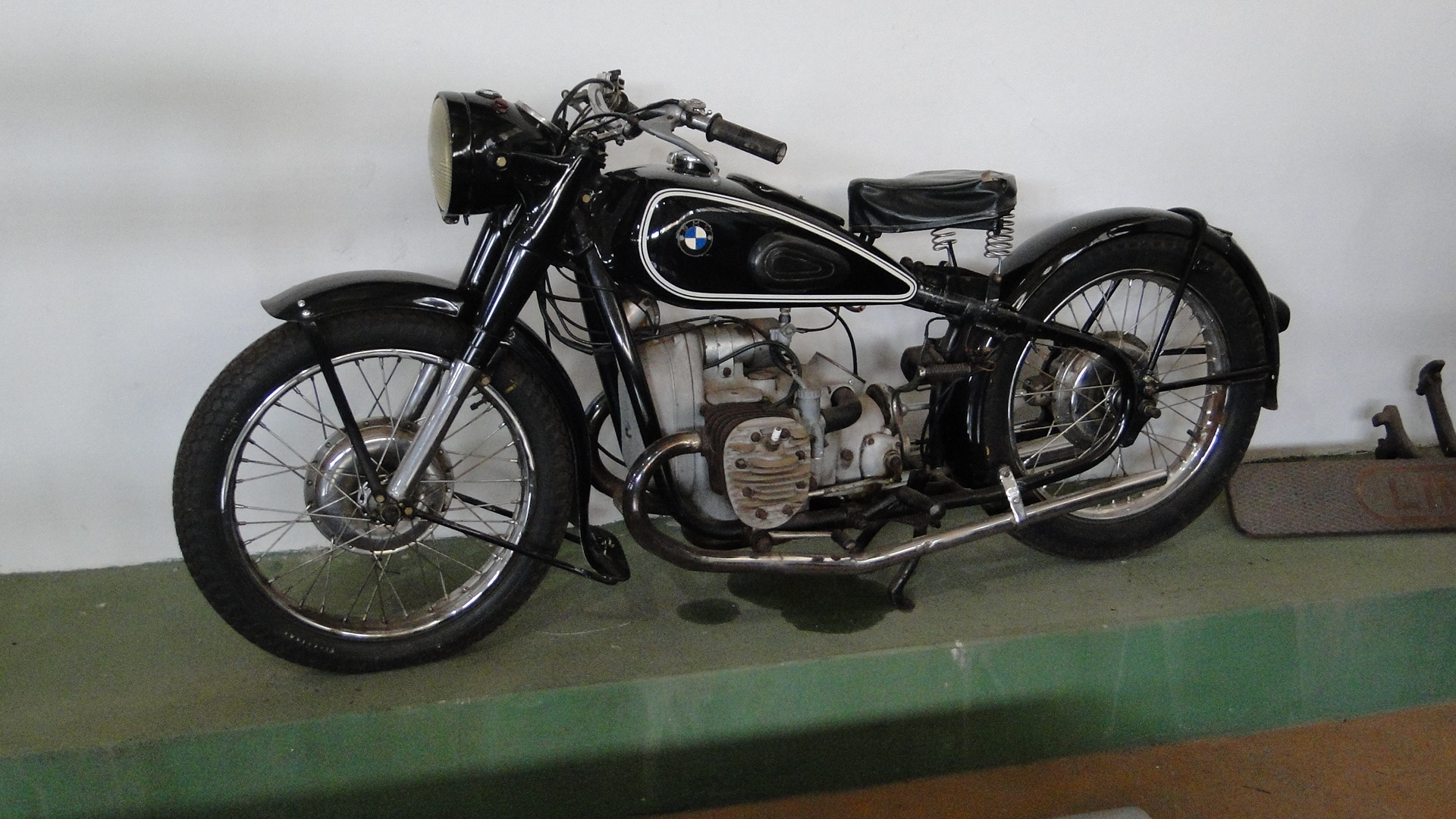
Suspensión rígida en una BMW

Mientras que las suspensiones delanteras fueron casi universalmente adoptadas desde antes de que Primera Guerra Mundial, varios fabricantes no utilizaron suspensión trasera en sus motos sino hasta después de la Segunda Guerra Mundial. Cuando no hay muelles ni amortiguadores en la suspensión trasera se le denomina suspensión rígida. Existen suspensiones traseras no rígidas, pero que simulan ser rígidas, ya que los resortes y amortiguadores se encuentran ocultos, siendo el ejemplo más notable en las motocicletas Harley-Davidson que las denomina suspensión Softail. Aun así, las motocicletas con suspensión trasera fueron ofrecidas al público desde antes de que Primera Guerra Mundial. Notable entre estas es la Single Indian de 1913 con brazo basculante y muelle y la Pope de 1913 con ruedas suspendidas por un par de amortiguadores y resortes.

### De brazo basculante, columpio o balancín.
La motocicleta básica de brazo basculante es cuadrilateral, un lado corto conectado al cuadro de la motocicleta por baleros de modo que pueda pivotar. El otro extremo del lado corto está unido al eje de la rueda trasera sobre el que gira. Los lados largos están conectados al cuadro o sub-cuadro trasero de la motocicleta con uno o 2 amortiguadores y resortes para controlar el movimiento.
En motocicletas de producción, los basculantes no son exactamente rectangulares, pero su función puede ser más fácilmente entendida al pensarlos de esa forma.

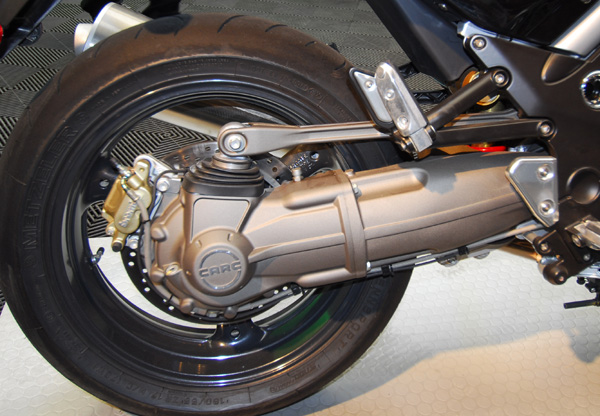
Moto Guzzi CA.R.C.

Cuándo el basculante está presente de solo lado de la motocicleta, se le conoce como basculante de un solo lado. Los ejemplos notables incluyen la Honda VFR800 y las BMW series R y K. Los basculantes de un solo lado hacen que la extracción de la rueda trasera sea más fácil, aunque generalmente aumentan la masa no suspendida por la suspensión trasera. Esto se debe al material adicional requerido para dar una rigidez ante la torsión comparable a los basculantes de 2 lados convencionales. Por esta razón las motos de deportivas son raramente vistas utilizando la configuración de basculantes en un solo lado. Las escepciones notables son la Ducati 916 para carreras de resistencia, la MV Agusta f4 la cual tiene el balancín hueco para disminuir peso (una versión de magnesio también está disponible), y la Ducati 1098, la cual se le dio un basculante de un solo lado por razones puramente estéticas.

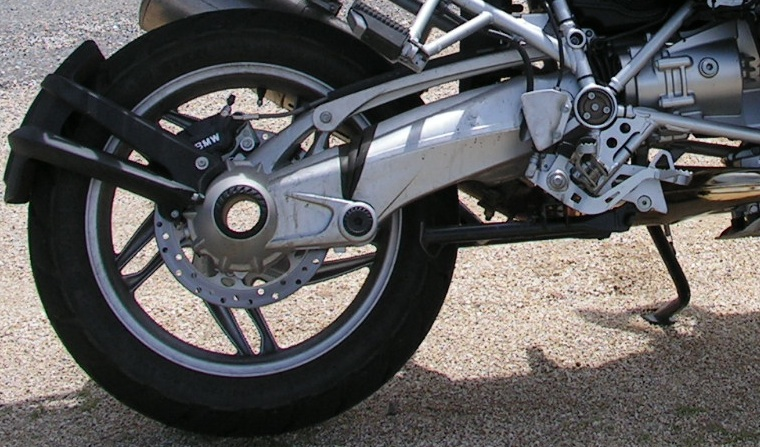
BMW, Suspensión trasera Paralever en una R1200GS

En muchas motocicletas con transmisión final a eje y cardán, el eje de transmisión está contenido en uno de los lados largos del basculante. Ejemplos notables incluyen modelos de BMW posteriores a 1955 pero anteriores a que la BMW empezara a usar basculantes de un solo lado, algunos modelos de Ural, muchas Guzzis, la Honda Goldwing, la Yamaha XS Eleven, y la Yamaha FJR1300.

### Amortiguadores
Los amortiguadores hidráulicos usados en las suspensiones traseras de motocicletas son esencialmente iguales a los utilizados en otros tipos de vehículos.
Los amortiguadores de motocicleta difieren en que casi siempre utilizan un resorte alrededor. En otras palabras, el resorte para la suspensión trasera está encima o alrededor del amortiguador y no internamente.
En términos de ajuste, los amortiguadores traseros pueden no tener ningún ajuste, solo con ajuste de precarga, o con ajuste de precarga varios tipos de amortiguación. La mayoría tiene el aceite internamente, pero los hay con el aceite en un depósito externo y/o asistidos con gas.
Un número de compañías ofrece amortiguadores por encargo. Estos se fabrican adaptados a la motocicleta y piloto, teniendo en cuenta las características de la motocicleta, el peso del piloto y las preferencias de conducción del piloto.

#### Amortiguadores gemelos
Amortiguadores gemelos se refiere a las motocicletas que tiene dos amortiguadores. Generalmente, este término suele denotar una era particular de motocicletas, y es más frecuentemente usado cuando se describe motocicleta_todoterreno .
Durante los finales de la década del 70 y 80 en el diseño de las motocicletas, la suspensión trasera y su rendimiento experimentaron grandes avances. El objetivo era aumentar el recorrido de la suspensión. Antes de los avances, el recorrido de la rueda trasera era aproximadamente de 9 a 10 cm (3.5 a 4 pulgadas) para motocicletas todoterreno. Al final de este periodo, la mayoría de estas motocicletas tenían un recorrido de 30cm (12 pulgadas). Al final de este periodo, predominó las motocicletas de un solo amortiguador trasero, ya que tienen grandes ventajas técnicas comparadas con las motocicletas de amortiguadores gemelos, los cuales se mantienen principalmente por motivos estéticos y de moda.

#### Mono-Shock
Una motocicleta tiene una suspensión trasera mono-shock, (con un solo amortiguador), cuando solamente un amortiguador conecta el basculante trasero al cuadro de la motocicleta. Típicamente, este único amortiguador trasero, se encuentra por delante de la rueda trasera y utiliza bujes para conectar basculante al cuadro. Tales conexiones son frecuentemente diseñadas para dar un índice de aumento de amortiguación en las rueda trasera. Los mono-shocks están diseñados para eliminar el giro lateral del basculante y proporcionar una mejora en el frenado y manejo. Honda llama a sus diseños de mono-shock Pro-link, Kawasaki Uni-track, Suzuki Full-floater y Yamaha Monocross .